# Amanda Lillebæk Brorstrup Vester
Amanda Lillebæk Brorstrup Vester er dansk håndboldspiller der spiller hos TSV Travemünde, også kaldet "Raubmöven". Klubben spiller pt. i 3. liga nord i Tyskland. Amanda Lillebæk Brorstrup Vester spillede som U18-spiller i SK Aarhus, og spillede som U16-spiller i Horsens HK. I sin første sæson som senior spillede hun i Vejle Håndbold, og var med til at rykke op fra 3. til 2. division. og studerende ved Rødkilde Gymnasium. Hun har været i aktiv karriere siden 2009, og spiller i dag målmand for SK Aarhus U18.